# Neritos affinis
Neritos affinis är en fjärilsart som beskrevs av Rothschild 1909. Neritos affinis ingår i släktet Neritos och familjen björnspinnare. Inga underarter finns listade i Catalogue of Life.